# Dicromat de potassi
El dicromat de potassi és un compost inorgànic que s'utilitza com a agent oxidant al laboratori i a la indústria. És un sòlid iònic cristal·lí de color vermell ataronjat molt brillant. Es pot trobar a la naturalesa en forma del mineral anomenat lopezita.